# أوباييفو
أوباييفو هو مخلوق أسطوري يشبه مصاص الدماء/الساحرة من غرب إفريقيا، يأتي من الفولكلور الخاص بشعب الأشانتي. في الفولكلور الأشانتي، يعتبر الأوباييفو شائعًا جدًا ويمكن أن يسكن جسد أي رجل أو امرأة. تم وصفهم بأنهم يمتلكون عيونًا متقلبة وأنهم مهووسون بالطعام. يقال أنهم عندما يسافرون في الليل يصدرون ضوءًا فسفوريًا من إبطهم وفتحة الشرج. يُعرف الأوباييفو بأنه كيان مشابه للأسيمان لدى شعب داهومي، وهو مخلوق يمكنه تغيير شكله والطيران، وتحويل نفسه إلى كرة من الضوء ومطاردة الفريسة في السماء الليلية.

## أصل
في لغة أشانتي توي، الكلمة المستخدمة لوصف الشعوذة هي "بايي". وعلى الرغم من ذلك، فإن أصل كلمة "بايي" لا يزال غير مؤكد. وهناك اختلاف محتمل آخر وهو "أوبا" بمعنى "طفل" و "يي"بمعنى إزالة. ويسلط "إزالة طفل" في هذه الحالة الضوء على الارتباط الوثيق بين وفيات الرضع والخصوبة. وبدلاً من ذلك، قد يكون لكلمة "بايي" تاريخ في تمثيل الدم أو نسب العائلة. فالأشخاص، وخاصة النساء، الذين مارسوا الـ "بايي" تحولوا إلى أوباييفو. وعلى الرغم من استخدام أوباييفو لوصف كل من الرجال والنساء الذين مارسوا الباي وتحولوا إلى وحش، إلا أنه يمكن التمييز بين الرجال والنساء الذين مارسوا البايي، حيث كان أوبانسام، بمعنى ساحر، مصطلحًا يستخدم للذكور حصريًا، كما كان أوباييفو يستخدم أحيانًا للنساء حصريًا.

## أنظر إيضًا
- إسانبوسام
- أدز (تراث شعبي)